# Orange County SC
Der Orange County Soccer Club ist ein US-amerikanisches Fußball-Franchise der United Soccer League aus Irvine, Orange County, Kalifornien. Der 1998 gegründete Klub spielt seit 2011 in der USL, der dritten Liga im Fußballligensystem der USA.
Die Heimspiele werden im Anteater Stadium, welches auf dem Gelände der University of California in Irvine liegt, ausgetragen.

## Geschichte

### Gründung
Am 7. November 2010 wurde der Orange County SC unter dem Namen Los Angeles Blues SC als offizielles USL Pro-Franchise bekannt gegeben. Die Mannschaft ist zusammen mit der Frauenfußballmannschaft LA Blues, Teil der Fußballorganisation Orange County Blues.
Am 14. Dezember 2010 wurden mit Óscar Dautt, Cesar Rivera und Josh Tudela, die ersten Spieler bekannt gegeben.
Nach einer sehr langen Vorbereitung fand das erste offizielle Spiel der Blues am 15. April 2011 gegen Sevilla FC Puerto Rico statt. Los Angeles siegte mit 3:0. Den ersten Treffer in der Geschichte des Klubs erzielte Cesar Rivera. Am Ende der Regular Season erreichte die Mannschaft den dritten Platz in der National Division. In den Play-offs schied man im Divisional Halbfinale aus.
2014 wurde der Name und das Logo des Franchises geändert. Dieses passierte zur Saison 2017 nochmal.

## Stadion
- Anteater Stadium; Irvine, Kalifornien (2014- )
- Titan Stadium; Fullerton, Kalifornien (2011–2013)
- Stadion an der Centennial High School; Corona, Kalifornien (2011) 4 Spiele
- Stadion am College of the Canyons; Santa Clarita, Kalifornien (2011) 1 Spiel

Das Titan Stadium ist Teil der California State University. Es bietet Platz für 10.000 Zuschauer und wurde 1992 eröffnet. Neben den Blues tragen hier auch die Fußballmannschaft der Universität ihre Spiele aus.

## Wappen und Farben
Die Trikots der Blues beinhalten die Farben Sky Blue, Dark Blue und weiß. Auf dem Wappen symbolisieren die Farben den hellblauen Himmel über Kalifornien und dunkel blaue Wasser des Pazifiks. Die Berge symbolisiert den Gipfel des Mount Whitney.

Logo Los Angeles Blues (2013)

## Statistiken

### Saisonbilanz
| Saison              | Stufe             | Liga              | Regular Season     | Play-offs          | Lamar Hunt U.S. Open Cup | Zuschauerzahlen   |
| Los Angeles Blues   | Los Angeles Blues | Los Angeles Blues | Los Angeles Blues  | Los Angeles Blues  | Los Angeles Blues        | Los Angeles Blues |
| ------------------- | ----------------- | ----------------- | ------------------ | ------------------ | ------------------------ | ----------------- |
| 2011                | 3                 | USL PRO           | 3. Platz, National | Halbfinale         | 3. Runde                 | 382               |
| 2012                | 3                 | USL PRO           | 8. Platz           | nicht qualifiziert | 2. Runde                 | 666               |
| 2013                | 3                 | USL PRO           | 6. Platz           | Viertelfinale      | 3. Runde                 | 542               |
| Orange County Blues |                   |                   |                    |                    |                          |                   |
| 2014                | 3                 | USL PRO           | 13th               | nicht qualifiziert | 2. Runde                 | 760               |